# Chaetopteryx lusitanica
Chaetopteryx lusitanica är en nattsländeart som beskrevs av Malicky in Malicky och Kumanski 1974. Chaetopteryx lusitanica ingår i släktet Chaetopteryx och familjen husmasknattsländor. Inga underarter finns listade i Catalogue of Life.